# Энтраккуэ
Энтра́ккуэ (итал. Entracque) — коммуна в Италии, располагается в регионе Пьемонт, в провинции Кунео.
Население составляет 833 человека (2008 г.), плотность населения составляет 5 чел./км². Занимает площадь 160 км². Почтовый индекс — 12010. Телефонный код — 0171.
Покровителем населённого пункта считается святой Антоний, празднование 7 сентября.

## Демография
Динамика населения:

## Администрация коммуны
- Официальный сайт: http://www.entracque.org/